# Fuel (canción)
«Fuel» (en español: «Combustible») es la primera canción del disco ReLoad de Metallica. La letra de la canción habla acerca de los peligros de la conducción temeraria, aunque también puede aplicarse a aquellas personas que conducen muy rápido sus vidas. Es una de las canciones favoritas del vocalista de la banda, James Hetfield, tal y como dijo en el documental de la banda, Some Kind of Monster. Otra interpretación de la canción afirma que su letra trata de la adicción hacia el alcohol del propio Hetfield, aunque puede referirse a cualquier adicción. Sin embargo, esto no son más que especulaciones, ya que ningún miembro de la banda ha declarado cuál es el significado de la canción. 
Fuel fue escrita por James Hetfield, Lars Ulrich y Kirk Hammett, y fue editada como el tercer sencillo de ReLoad. Fue interpretada junto con la orquesta de San Francisco para conformar S&M. El tema fue versionado por Avril Lavigne y Iron Horse.
Fuel fue utilizada para cubrir los espectáculos de NASCAR entre 2001 y 2003, y durante el año 2004 se utilizó solo en Daytona International Speedway. Sin embargo, el tema nunca fue reproducido al completo durante 2001, ya que se le cortó el grito inicial de la canción debido a los atentados del 11 de septiembre. Asimismo, en el CD NASCAR Full Throttle aparece el tema Fuel for Fire con diferentes letras a la versión original. La censura también afectó en las reproducciones del tema en la MTV, en el que se cortó el verso que dice Fu**'em, man.
La canción hizo su aparición en los videojuegos Hot Wheels Turbo Racing y Test Drive Off-Road: Wide Open para Xbox y PlayStation 2 y Guitar Hero: Metallica para Xbox 360, PlayStation 2, PlayStation 3 y Wii, donde también se le aplicó censura al verso y en la película Rápido y Furioso.

## Créditos
- James Hetfield: voz, guitarra rítmica
- Kirk Hammett: guitarra líder
- Jason Newsted: bajo eléctrico, coros
- Lars Ulrich: batería, percusión

## Listas de canciones

### Edición británica número 1
1. «Fuel»
2. «Sad But True» (Directo)
3. «Nothing Else Matters» (Directo)

### Edición británica número 2
1. «Fuel»
2. «Wherever I May Roam» (Directo)
3. «One» (Directo)

### Edición británica número 3
1. «Fuel»
2. «Until It Sleeps» (Directo)
3. «Fuel» (Directo)
4. «Fuel» (Demo)

- Datos: Q1619439